# Книжка року 2005
Переможці VII Всеукраїнського рейтингу «Книжка року 2005».
Царемонія нагородження переможців відбулася 17 березня 2006 в Українському домі в Києві. Гран-прі отримала «Україна — козацька держава» (видавництво «ЕММА»). Крім того вона як подарункове видання стала переможцем номінації «Минувшина». Книжка важить 9,5 кг і коштувала приблизно $500.

## «Хрестоматія»
художня класика;
1. Франсуа Рабле. Ґарґантюа та Пантаґрюель. У 2 т. — Л.: Кальварія, 584+416 с.(п)
2. Іван Франко. Вибрані твори у 3-х томах. — Дрогобич: Видавництво «Коло», 690+712+690 с.(п)
3. Пантелеймон Куліш. Повне зібрання творів. Листи. Т.1. — К.: Критика, 648 с.(п)

літературознавство-мовознавство-фольклор;
1. Валерій Шевчук. Муза Роксоланська.т1;т2. — К.: Либідь, 400+728 с.(п)
2. Іван Дзюба. Тарас Шевченко. Сер. «Особистість і доба». — К.: Альтернативи, 704 с.(п)
3. Ігор Качуровський. Ґенерика і архітектоніка. Книга 1. Література европейського Середньовіччя. — К.: КМ Академія, 382 с.(п)

## «Красне письменство»
сучасна українська проза-драматургія;
1. Незнайома: Антологія української «жіночої» прози та есеїстики другої пол. ХХ-поч. XXI ст. Сер. «Приватна колекція».— Л.: Піраміда, 600 с.(с)
2. Тарас Прохасько. З цього можна зробити кілька оповідань. Сер. «Агресивна бібліофілія». — Івано-Франківськ: Лілея-НВ, 128 с.(п)
3. Юрій Іздрик. АМтм. — Л.: Кальварія, 206 с.(п)

зарубіжна проза-поезія-драматургія;
1. Ґюнтер Ґрасс. Бляшаний барабан. Сер. «Лауреати Нобелівської премії». — К.:  Юніверс, 784 с.(с)
2. Мішель Уельбек. Елементарні частинки. Сер. «Література». — Х.: Фоліо, 287 с.(п)
3. Навіщо писати? Антологія нідерландської прози. — К.:  Юніверс, 424 с.(п)

## «Минувшина»
історія до XVIII ст.;
1. Україна-козацька держава. — К.: Емма, 1216 с.(п)
2. Марія Вавричин, Ярослав Дашкевич, Уляна Кришталович. Україна на стародавніх картах. Кінець XV—перша половина XVII ст. Сер. «Пам'ятки картографії України». — К.: Картографія, 208 с.(п)
3. Наталя Яковенко. Нарис історії середньовічної та ранньомодерної України. — К.: Критика, 584 с.(п)

історія XIX–XXI ст.;
1. Олександр Рубльов. Західноукраїнська інтелігенція у загальнонаціональних політичних та культурних процесах (1914–1939). — К.: Інститут історії НАНУ, 631 с.(п)
2. Нариси з історії та культури євреїв України. Сер. «Бібліотека Інституту юдаїки». — К.: Дух і Літера, 440 с.(о)
3. Петро Кардаш. Злочин. — К.: Видавництво ім. Олени Теліги 560 с.(п)

## «Обрії»
науково-популярна література і спеціальна література;
1. Володимир Овчінніков. Історія книги: Еволюція книжкової структури. — Л.: Світ, 420 с.(п)
2. Поштові марки України 2004; 2003. — К.: Марка України, 79 с.(п); 71 с.(п)
3. Грошові знаки та монети України. — Х.: Колорит, 184 с.(п)

енциклопедичні та довідкові видання;
1. Атлас світу. — К.: Картографія, 336 с.(п)
2. Великий тлумачний словник сучасної української мови. — Ірпінь: Перун, 1728 с.(п)
3. Френк Неттер. Атлас анатомії людини. — Л.: Наутілус, 592 с.(п)

## «Софія»
класична філософія-гуманітаристика;
1. Джонатан Долімор. Сексуальне десидентство. — К.: Основи, 558 с.(о)
2. Чарльз Тейлор. Джерела себе. — К.: Дух і Літера, 696 с.(п)
3. Джон Сторі. Теорія культури та масова культура. — Х.: Акта, 357 с.(о)

сучасна філософія (від другої половини ХХ ст.);
1. Дмитро Чижевський. Філософські твори: у 4-х томах. — К.: Смолоскип, 402+264+456+376 с.(п)
2. В. А. Роменець. Історія психології: Стародавній світ. Середні віки. Відродження. — К.: Либідь, 916 с.(п)
3. Виктор Малахов. Уязвимость любви. — К.: Дух і Літера, 560 с.(п)

## «Дитяче свято»
книжки для малечі та молодших школярів;
1. 100 казок: найкращі українські народні казки з ілюстраціями провідних українських художників. — К.: А-ба-ба-га-ла-ма-га, 153 с.(п)
2. Іван Малкович. Ліза та її сни. — К.: А-ба-ба-га-га-ла-ма-га, 28 с.(п)
3. Юрій Винничук. Історія одного поросятка. — К.: А-ба-ба-га-ла-ма-га, 28 с.(п)

література для підлітків;
1. Джонатан Свіфт. Мандри Ґуллівера. «Помаранчева серія». — К.: А-ба-ба-га-ла-ма-га, 384 с.(п)
2. Дж. К. Ролінґ. Гаррі Поттер і напівкровний принц. — К.: А-ба-ба-га-ла-ма-га, 576 с.(п)
3. Туве Янсон. Країна мумі-тролів. Книга 2; 3. — Л.: Видавництво Старого Лева, 432; 520 с.(п)

## «Візитівка»
мистецтво;
1. Лариса Членова. Олександр Мурашко. Сторінки життя і творчості. — К.: Артанія Нова, 256 с.(с)
2. Олександр Архипенко. Візія і тягливість. — К.: Родовід, 256 с.(с)
3. Мазепіана. Незавершений проект Сергія Якутовича. Частина перша. — К.: Дуліби, 119 с.(п)

краєзнавча і туристична література
1. Іван Родічкін, Ольга Родічкіна. Старовинні маєтки України. — К.: Мистецтво, 384 с.(п)
2. Національний заповідник «Софія Київська» — К.: Мистецтво, 432 с.(с)
3. Киев на почтовой открытке конца XIX — начала ХХ века. — К.: Видавець Ашот Арутюнян, 159 с.(п)

## «Політлікнеп»
1. Українська мова у XX сторіччі: історія лінгвоциду: документи і матеріали. Упорядники: Лариса  Масенко, Віктор Кубайчук, Орися Демська-Кульчицька та ін. — Київ: Видавничий дім «Києво-Могилянська академія», 2005. — 399 с. ISBN 966-518-314-1 Зміст книжки. [Архівовано 9 серпня 2021 у Wayback Machine.] Djvu-файл книжки з текстовим шаром і навігацією [Архівовано 13 листопада 2012 у Wayback Machine.].
2. Іван Дзюба. Інтернаціоналізм чи русифікація? — К.: КМ Академія, 330 с.(п)
3. «Помаранчева» революція. Версії, хроніка, документи. — К.: Оптима, 416 с.(о)
4. Станіслав Кульчицький. Помаранчева революція. — К.: Генеза
5. Політичні партії України: в 3 т. / Уклад.  Ю. Шайгородський. — К.: Український центр політичного менеджменту. Т.1.- 876 с., Т.2.- 900 с., Т.3.- 872 с.
6. Георгий Почепцов. Стратегия. сер. «Образовательная библиотека». — К.: Ваклер;Москва: Рефл-бук
7. Микола Жулинський, Оксана Сліпушко. Віктор Ющенко: випробування владою. Сер. «Історичне досьє». — Х.: Фоліо

сучасне зарубіжне суспільствознавство;
1. Оля Гнатюк. Прощання з імперією: Українські дискусії про ідентичність. — К.: Критика, 528 с.(о)
2. Короткий оксфордський політичний словник. — К.: Основи, 789 с.(п)
3. Ханна Арендт. Джерела тоталітаризму — 2-е вид. — К.: Дух і літера, 584 с.(п)

## «Постаті»
публікації-біографії-мемуари (до кінця XIX ст.);
1. Микола Галаган. З моїх споминів: 1880-ті—1920 р.. — К.: Темпора, 656 с.(с)
2. Станіслав Кульчицький, Валерій Солдатенко. Володимир Вінниченко. Сер. «Особистість і доба». — К.: Альтернативи, 376 с.(п)
3. Михайло Максимович. Листи. Сер. «Пам'ятки історичної думки України». — К.: Либідь, 312 с.(п)

публікації-біографії-мемуари (кінець XIX–XXI ст.);
1. Григорій Гусейнов. Станційні пасторалі. Сповідь дитинства. — Х.: Акта, 538 с.(п)
2. В'ячеслав Чорновіл. Твори: У 10 т. Т.4. — К.: Смолоскип, 990 с.(п)
3. Кира Муратова. Имена Одесской киностудии. — Одесса: Астропринт, 72 с.(о)